# Frédéric Viseux
Pour les articles homonymes, voir Viseux.
Frédérik Viseux, né le 7 mai 1971 à Paris, est un joueur de football français qui évoluait au poste de défenseur (latéral droit).

## Carrière
| Saison      | Club       | Pays   | Championnat | Championnat | Championnat | Championnat  | Championnat  | Europe | Europe | Europe |
| Saison      | Club       | Pays   | Division    | Matchs      | Buts        | Cartons      | Cartons      | Coupe  | Matchs | Buts   |
| ----------- | ---------- | ------ | ----------- | ----------- | ----------- | ------------ | ------------ | ------ | ------ | ------ |
| Saison      | Club       | Pays   | Division    | Matchs      | Buts        | Carton jaune | Carton rouge | Coupe  | Matchs | Buts   |
| 1995 - 1996 | Amiens SC  | France | Ligue 2     | 23          | 1           | ?            | ?            | /      | -      | -      |
| 1996 - 1997 | Amiens SC  | France | Ligue 2     | 30          | 0           | ?            | ?            | /      | -      | -      |
| 1997 - 1998 | FC Sochaux | France | Ligue 2     | 24          | 0           | ?            | ?            | /      | -      | -      |
| 1998 - 1999 | Lille OSC  | France | Ligue 2     | 5           | 0           | ?            | ?            | /      | -      | -      |
| 1999 - 2000 | Lille OSC  | France | Ligue 2     | 32          | 0           | ?            | ?            | /      | -      | -      |
| 2000 - 2001 | SM Caen    | France | Ligue 2     | 19          | 0           | ?            | ?            | /      | -      | -      |

## Palmarès
- Champion de France de Ligue 2 en 2000 avec le Lille OSC